# Praha 20
Městská část Praha 20 leží na východním okraji Prahy, v městském obvodu Praha 9, a její území je tvořeno katastrálním územím Horní Počernice. Do 31. prosince 2001 se městská část nazývala Praha-Horní Počernice. Navazuje na identitu někdejší obce (v letech 1969–1974 města) Horní Počernice a její místní národní výbor.
Městská část Praha 20 vykonává rozšířenou přenesenou působnost pouze pro své vlastní území.

## Symboly městské části
Znak symbolicky vyjadřuje významný chov koní v Xaverově a zemědělské zaměření původních tří obcí. Na červenostříbrném pošikem děleném štítu se nachází vzepjatý černý kůň se zlatou uzdou a zlatými kopyty. Kůň skáče doprava (z pohledu štítonoše). V dolní části štítu se nachází svisle postavené tři zlaté obilné klasy. V původním znaku byla nad koněm umístěna rudá hvězda, po roce 1990 byla ve znovuzavedeném znaku vypuštěna.
Vedení městské části Praha 20 oslovilo v roce 2018 na základě referencí studio Lemon design (které v minulosti zvítězilo v soutěži na logo a vizuální styl měst Příbram a Frýdek-Místek a městských částí Praha 11 a Praha 14) a objednalo u něj stylizaci svého znaku a nové logo. Na základě této objednávky studio vypracovalo dva příslušné grafické manuály, ovšem nové vedení městské části odmítlo požadovanou cenu za práci ve výši 170 368 Kč uhradit. Logo, resp. smlouvu na 170 Kč, údajně sama bez vědomí a souhlasu rady, zastupitelstva i občanů podepsala bývalá starostka Hana Moravcová, a to rychle po volbách dne 2. listopadu 2018, těsně před svým odchodem z radnice dne 6. listopadu 2018.
Štěpán Holič ze studia Lemon design k tomu uvedl, že diskusi o potřebě změny vizuální komunikace vedli s městskou části od května 2018 a že z původního záměru pouze překreslit znak městské části vyvstal požadavek nahradit stávající amatérské logo Počernic novým symbolem, který by graficky začlenili do celého systému vizuální identity, podobně jako v případě sousední Prahy 14. Po obměně vedení městské části v rámci voleb v říjnu 2018 nové vedení odmítlo smluvně ošetřenou práci uhradit a nově navržené logo využilo jako nástroj politické dehonestace předchozího vedení radnice v místním periodiku. Představitel grafického studia prohlásil autora článku, zastupitele Miloše Vacka, za nekompetentního v dané věci a studio se rozhodlo na situaci reagovat zveřejněním své práce (grafických manuálů) v plném rozsahu.
Zatímco nově navržená stylizace koně a klasů neměnila základní koncepci znaku městské části, logo bylo navrženo naprosto odlišné. Zatímco dosavadní logo je tvořeno velkým číslem 20, tvořícím součást textu „městská část Praha 20 Horní Počernice“, kde horní části číslice 2 je stylizovaná jako koňská hlava, nově navržené logo je zcela jiné: tvořené podkladovým žlutým erbovním štítem, na němž jsou tři černé mapové značky: hradu/zámku/tvrze, kostela a úseku železniční tratě se zastávkou, přičemž značka železniční tratě po stranách přesahuje z podkladového štítu. Toto logo se podle představ navrhovatele mělo uplatnit zejména v kulturní oblasti a volnočasových aktivitách.
Zastupitel městské části Miloš Vacek v článku v místním periodiku uvedl, že navržené logo se logem městské části zřejmě nestane, neboť na něj městská část zatím nemá zrovna pozitivní reakce a ani jemu osobně se příliš nelíbí a domnívá se, že ani rada městské části neschválí, aby se stalo jejím novým logem. K tomu zastupitel dodal, že zastupitelé nechtějí utrácet za nové „vizuály“ a „styly“, ale že jejich stylem je práce pro obec a jejich vizuálem jsou konkrétní výsledky. Přitom slíbil, že pokud by snad někdy přemýšleli o novém logu, debaty o něm by se účastnilo zastupitelstvo i občané, což by v době sociálních sítí mělo být samozřejmostí.